# Електрически разединител
Електрическият разединител е електрически апарат за средно и високо напрежение, който служи за видимо прекъсване в електрическата разпределителна и снабдителна мрежа. Разединители за средно напрежение обикновено се монтират през всеки 10 км участък. Основните видове разединители са проектирани да изключват и включват вериги без токово натоварване или ниско такова до нормални работни токове. Работата на някои разединителите е контролирана и от релейната защита и различни предпазни блокировки. Функцита на разединителите не бива да се бърка с тази на прекъсвачите. Превключването на тези две съоръжения представлява сложна последователност от действия. Неправилно превключване на разединител може да доведе до възникване на неконтролирана електрическа дъга или късо съединение.

## История
Електрическите разединители се развиват като силови електрически устройства през 20-те години на XX век в Япония.

## Видове разединители
- Маломощни разединители
- Мощносни разединители
- късосъединители -(в защитата)
- Отделители
- Заземители [2]